# Epactoides ankasokae
Epactoides ankasokae är en skalbaggsart som beskrevs av Renaud Maurice Adrien Paulian 1975. Epactoides ankasokae ingår i släktet Epactoides och familjen bladhorningar. Inga underarter finns listade i Catalogue of Life.